# Rijksregiment
Het Rijksregiment (Duits: Reichsregiment) was een regentenraad die naast de keizer de politieke leiding in het Heilige Roomse Rijk zou moeten voeren. De oprichting van het Rijksregiment was een gevolg van de Rijkshervorming, een reeks bestuurlijke hervormingen in het Rijk aan het begin van de 16e eeuw. Het Rijksregiment werd twee keer opgericht, maar beide keren ging het orgaan ten onder aan tegenwerking van de keizer en aan de uiteenlopende belangen van de vorsten die in de raad zitting hadden. Het eerste Rijksregiment werd opgericht in 1500 onder keizer Maximiliaan I en werd in 1502 weer opgeheven. Onder Maximiliaans kleinzoon Karel V werd de raad in 1521 heropgericht, om in 1531 weer ontbonden te worden. De vergaderplaats van beide Rijksregimenten was aanvankelijk de rijksstad Neurenberg. In januari 1524 werd het orgaan verhuisd naar Esslingen, waarna zijn betekenis zich beperkte tot het bestuur van de Oostenrijkse erflanden.